# Die Göttin (1958)
Die Göttin ist ein US-amerikanisches Filmdrama aus dem Jahre 1958 von John Cromwell mit Kim Stanley in der Titelrolle einer an Marilyn Monroe angelehnten „Leinwandgöttin“. Mit diesem Film endete der sechs Jahre währende Boykott des mittlerweile 70-jährigen Cromwell, der seit 1951, initiiert vom Komitee für unamerikanische Umtriebe in der McCarthy-Ära, wegen angeblicher Nähe zu Kommunisten auf der Schwarzen Liste stand.

## Handlung
Emily Ann Faulkner wächst in den 1930er Jahren im Süden der Vereinigten Staaten in ärmlichen Verhältnissen auf. Ihr Vater hat die Familie verlassen und ihre lieblose Mutter Laureen lädt sie bei ihrem Bruder und dessen Frau ab. Hier träumt die hübsche Einzelgängerin von einer Schauspielkarriere in Hollywood. Als Teenager hat sie dank ihrer körperlichen Reize viele Verehrer und heiratet früh, um dem Elend daheim zu entkommen. Soeben selbst Mutter geworden, verlässt sie ihren Gatten John Tower, einen G.I. und Sohn eines einstigen Stummfilmstars, um ihren Traum von Hollywood zu verwirklichen.
Die Filmbosse erkennen rasch das Potenzial, das in dieser Landpomeranze steckt. Man stylt sie um, blondiert ihr Haar und verpasst Emily nicht nur einen neuen Look, sondern gleich auch noch einen neuen Namen. Zielgerichtet wird das Landei zur glamourösen Diva und neuen Sexgöttin Rita Shawn umgemodelt. Da die Ehe mit einem ehemaligen Boxchampion namens Dutch Seymour ihr von Nutzen sein könnte, heiratet sie kurzerhand den deutlich älteren Mann. Nachdem sie sich von einem Studioboss vom Schlage Harvey Weinstein auf seine „Besetzungscouch“ holen ließ, scheint Emily am Ziel ihrer Träume: Ihr Aufstieg zur „Göttin“ der Leinwand ist nun nicht mehr zu bremsen. Rita erlangt Ruhm und Geld, doch ihre innere Leere und die Einsamkeit hat sie noch immer nicht überwunden. Im Gegenteil: Beides ist größer und schlimmer geworden. Die verhasste Mutter, um deren Liebe Emily ihr Leben lang gebettelt hatte, ist angesichts des Werdegangs der Tochter zu einer fanatischen Gläubigen und Anhängerin der Siebenten-Tags-Adventisten geworden, die am liebsten mit Feuer und Schwert jedwede Unmoral tilgen möchte. Als sie eines Tages Emily/Rita besucht, ist die vereinsamte Tochter überaus froh, endlich wieder ein bekanntes Gesicht ihrer Heimat zu sehen und klammert sich an sie. Emily versucht mit dem Erreichten Laureen zu beeindrucken und hat zwei Gäste zu sich nach Hause eingeladen. Als die Gäste wieder gehen, dankt Laureen diesen, dass sie ihrer Tochter so gute Freunde sind. Produzent Jay Woolsy sagt Laureen, dass sie Emily nicht wirklich kennen würden, sie seien eingeladen worden. Woolsy rät Mrs. Faulkner, ihre Tochter unter psychiatrische Kontrolle zu stellen.
Wieder allein mit der Mutter, reden beide aneinander vorbei. Rita alias Emily protzt mit ihrem Ruhm und Geld, Mutter Laureen verlangt von ihrer Tochter, dass sie ihr Herz endlich dem Herrn (also Gott) öffnen möge. In großer Angst, Laureen könnte sie erneut verlassen, kleidet sich Emily in der Folgezeit sittsamer und fleht ihre Mutter an, noch länger zu bleiben. Laureen Faulkner aber besteht darauf, den „Sündenpfuhl“ Hollywood zu verlassen, und will heimkehren. Als sie das Haus verlässt, wird Rita wütend und schreit ihr nach, dass sie sie hassen und ihr den Tod wünschen würde. Einige Jahre später stirbt die alte Mrs. Faulkner. Emily kommt, unter starken Beruhigungsmedikamenten stehend, zur Beerdigung. Sie sieht elend aus. Das Studio hat sie mittlerweile unter Kontrolle gestellt, an Ritas Seite wacht eine strenge Frau namens Harding, offiziell eine Mixtur aus Sekretärin und Krankenschwester. Sie soll die selbstzerstörerischen Kräfte der ebenso überdrehten wie unsicheren Schauspielerin binden und unter Kontrolle halten. Ebenfalls am Grab haben sich Emilys Ex-Mann John und beider gemeinsame Tochter, mittlerweile fast schon eine junge Frau, eingefunden. John erklärt in ihrem Zimmer Emily, die er noch immer liebt, dass beider Tochter ihm beigebracht habe, was Liebe bedeutet und dass er das Mädchen deshalb mitgebracht habe, damit Emily sehe, dass es einen Grund für sie gebe, zu leben. Völlig überraschend reagiert Emily alias Rita auf diese Worte vollkommen hysterisch. Mrs. Harding stürzt in den Raum und nimmt erst einmal ein Fläschchen mit Schlaftabletten an sich, das Emily unter der Matratze versteckt hatte. Harding macht John klar, dass ein Psychiater Rita/Emily als hoffnungslosen Fall bezeichnet habe, versichert John aber zugleich, dass man sich um sie kümmern werde. John läuft zu seiner Tochter ins Freie, und beide gehen Arm in Arm fort.

## Produktionsnotizen
Die Göttin entstand in nur einem Monat zwischen Ende Juli und Ende August 1957 in einem Filmstudio der Bronx und wurde am 17. April 1958 in Boston uraufgeführt. In Deutschland lief der Film nie im Kino an, die Fernsehpremiere war am 27. März 1981 im ZDF.
Die Hauptdarstellerin des Films Kim Stanley, die bis dahin ausschließlich auf der Bühne und vor Fernsehkameras gestanden hatte, sowie die zur Drehzeit erst zehnjährige Patty Duke, die Stanleys Rolle als Kind spielt, gaben hier ihr Filmdebüt.
Leo Kerz und Ted Haworth gestalteten die Filmbauten, Frank L. Thompson die Kostüme.
Schriftsteller Paddy Chayefsky erhielt eine Oscar-Nominierung für das Beste Drehbuch.

## Kritiken
Bosley Crowther nannte The Goddess in der New York Times einen „erschütternden, aber wirklich kraftvollen Film, in dem viele Charaktere nach der Erfüllung grabschen, die sie offensichtlich nicht finden können“. Der Rezensent bemerkte überdies, der Drehbuchautor Chayefsky habe „sein Thema sorgfältig studiert, denn die Vernetzung von menschlichen Kontakten und emotionalen Beziehungen ist klar und vernünftig. Darüber hinaus hat er sie in gut geschriebenen Szenen und Dialogen vermittelt.“
Der Movie & Video Guide sah Die Göttin als „fesselnde Biografie eines ehrgeizigen Mädchens auf der Suche nach Hollywood-Ruhm“ und konstatierte, „der Film erfasst die Tragödie der wirklichen Monroe dank der guten Schauspielkunst von Stanley und Bridges“.
Halliwell‘s Film Guide sah in dem Film eine „wüste Attacke auf den Marilyn-Monroe-Kult, ein wenig larmoyant und kompromittiert durch die Fehlbesetzung, aber interessant im Detail.“
Das Lexikon des Internationalen Films befand: „Hervorragend in Charakterzeichnung und Darstellung, eindrucksvoll inszeniert, vermag der schonungslos analysierende, pessimistische Film zum Nachdenken über die eigentlichen Werte des Lebens und die Welt des Showbusineß anzuregen.“